# Kallapur, Dharwad
Kallapur là một làng thuộc tehsil Dharwad, huyện Dharwad, bang Karnataka, Ấn Độ.